# Leptogenys punctiventris
Leptogenys punctiventris é uma espécie de formiga do gênero Leptogenys, pertencente à subfamília Ponerinae.